# Сары-Су (приток Альмы)
Сары-Су (укр. Сари-Су, крымскотат. Sarı Suv, Сары Сув) — река в Алуштинском регионе Крыма, левая составляющая Альмы. Длина реки — 3,8 км, площадь водосборного бассейна — 5,8 км². В сборнике «Крымское государственное заповедно-охотничье хозяйство им. В. В. Куйбышева» 1963 года у Сары-Су записаны длина реки 3,3 км, высота истока 960 м, устья — 616,7 м, уклон реки 105 м/км².

## Название
На карте Петра Кеппена 1836 года ручей назван Алабаш (гидороним у автора толкуется, как Красноголовый), который, сливаясь с Савлухсу, образуют реку Кебит, ныне не выделяемую, а название Сары-Су отсутствует. Н. А. Головкинский в работе 1893 года «Источники Чатырдага и Бабугана» называл речку Биюк-Сенон, и только у Николая Рухлова в «Обзоре речных долин горной части Крыма» — Сары-су.

## География
Исток реки расположен в предгорьях Бабуган-яйлы, в отложениях Верхне-юрского периода, в пределах Центральной котловины Главной гряды Крымских гор, на территории Крымского заповедника. Согласно справочнику «Поверхностные водные объекты Крыма» Сары-Су притоков не имеет, но на подробных картах обозначаются два небольших левых и правый с собственным названием Алабаш. Также с 1914 года один из левых оврагов, стекающих с Синабдага, известен, как Средняя балка, а Рухлов, в 1915 году упоминал приток Хары-Су с расходом воды 56 242 вёдер в сутки.
У Романовского шоссе, Сары-Су, сливаясь с правой составляющей Бабуганкой, образует реку Альму в 79 километрах от её устья. Водоохранная зона реки установлена в 50 м.